# Hildebrando Mendes Costa
Hildebrando Mendes Costa (ur. 16 czerwca 1926 w Barra do Itiúba) – brazylijski duchowny rzymskokatolicki, w latach 1986-2003 biskup Estância.

## Życiorys
Święcenia kapłańskie przyjął 2 grudnia 1951. 15 marca 1981 został prekonizowany biskupem pomocniczym Aracajú ze stolicą tytularną Arindela. Sakrę biskupią otrzymał 24 maja 1981. 25 marca 1986 został mianowany biskupem Estância. 30 kwietnia 2003 przeszedł na emeryturę.